# Alex Sharp (Schauspieler)

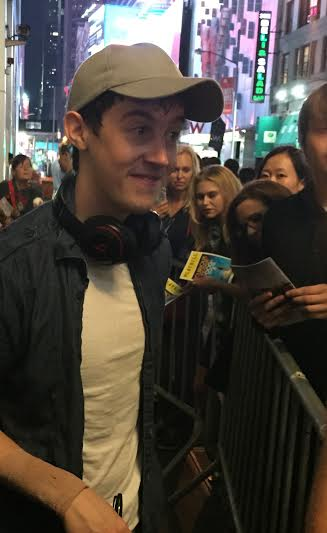
Alex Sharp (2015)

Alexander Ian Sharp (* 2. Februar 1989 in London) ist ein britischer Film- und Theaterschauspieler, der vor allem für seine Rolle von Christopher Boone in der Broadway-Produktion The Curious Incident of the Dog in the Night-Time bekannt ist, für die er als bester Hauptdarsteller mit einem Tony Award ausgezeichnet wurde.

## Leben
Alexander Sharp wurde in London geboren und wuchs in Devon auf, wo er größtenteils von seiner Mutter, einer Lehrerin, zu Hause unterrichtet wurde. Er studierte Schauspiel an der renommierten Juilliard School in New York. Nach seinem Abschluss stand er von 2014 bis 2016 am Ethel Barrymore Theatre in der Titelrolle im Stück Supergute Tage oder die sonderbare Welt des Christopher Boone (Originaltitel The Curious Incident of the Dog in the Night-Time) von Simon Stephens auf der Bühne. Es handelte sich um sein Debüt als Theaterschauspieler, und für die Rolle des autistischen Teenagers Christopher Boone wurde er als bester Hauptdarsteller mit einem Tony Award ausgezeichnet.
Eine erste größere Filmrolle erhielt er in How to Talk to Girls at Parties von John Cameron Mitchell, der Mai 2017 im Rahmen der Filmfestspiele von Cannes Premiere feierte. Im gleichen Jahr erschien To the Bone von Marti Noxon bei Netflix, in dem Sharp ebenfalls eine größere Rolle erhielt, im Jahr 2019 folgte Glam Girls – Hinreißend verdorben von Chris Addison. In dem Gerichtsthriller The Trial of the Chicago 7 von Aaron Sorkin, der im Oktober 2020 bei Netflix veröffentlicht wurde, spielt er Rennie Davis, einen der Chicago Seven.

## Filmografie (Auswahl)
- 2017: To the Bone
- 2017: How to Talk to Girls at Parties
- 2018: Better Start Running
- 2018: Die UFO-Verschwörung (UFO)
- 2019: The Sunlit Night
- 2019: Glam Girls – Hinreißend verdorben (The Hustle)
- 2020: The Trial of the Chicago 7
- 2020: The Good Lord Bird (Miniserie, Folge 1x02)
- 2022: Living – Einmal wirklich leben (Living)
- 2023: One Life
- seit 2024: 3 Body Problem (Fernsehserie)

## Theaterengagements (Auswahl)
- 2014–16: Supergute Tage oder die sonderbare Welt des Christopher Boone (The Curious Incident of the Dog in the Night-Time),  Ethel Barrymore Theatre, Rolle: Christopher Boone

## Auszeichnungen
Tony Award
- 2015: Auszeichnung als Bester Hauptdarsteller (Supergute Tage oder die sonderbare Welt des Christopher Boone)